# تفكير مرئي

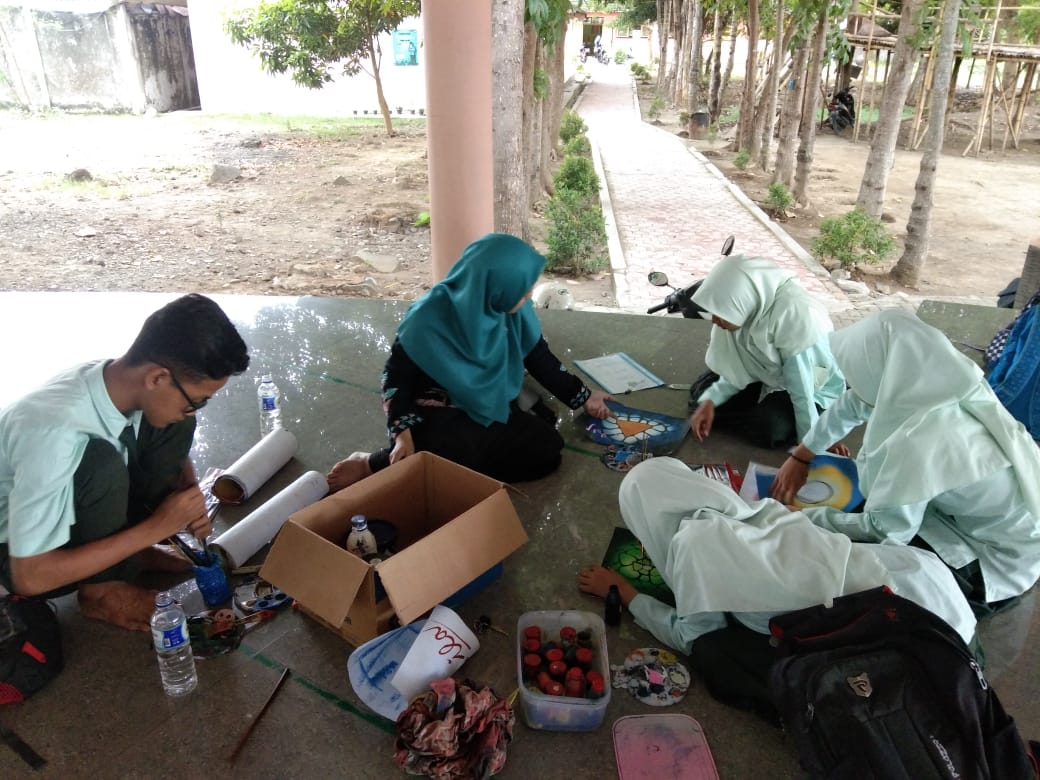

التفكير المرئي (بالإنجليزية: visual thinking)‏ هي ظاهرة التفكير بمعالجة الصور مستخدمًا جزء الدماغ المسؤول عن التفكير الخلاق والعاطفة لتنظيم المعلومات في طريقة بديهية ومتزامنة.
من التسميات المرادفة للتفكير المرئي:
- التفكير بالصور (بالإنجليزية: Picture thinking)‏
- التفكير المرئي أو الحيزي (بالإنجليزية: visual/spatial learning)‏
- التعلم بواسطة الدماغ الأيمن (بالإنجليزية: right brained learning)‏.
- التفكير المرئي شكل من أشكال التفكير غير المنطوق والتي تشمل التفكير الحسي (بالإنجليزية: kinesthetic)‏، والموسيقي، والرياضي والتفكير المرئي بحسب (johan 1994) هو مجموعة من الكفايات المرتبطة بحاسة البصر والتي تمكن الشخص من فهم وتفسير الرموز والاشكال البصرية التي يتعرض لها في البيئة التي يعيش فيها. وللتفكير المرئي اشارات كثيرة وردت عل لسان اقدم المفكرين والعلماء والفلاسفة فقد اعتقد أرسطو ان الافكار نفسها تتكون من خيالات وصور لها القدرة على بعث العواطف التي تكشف المعرفة الدفينة في الإنسان وتعلم فيثاغورس البحث عن حلول المسائل الرياضية في صور الخيال واكتشف كيلوكي عالم الفيزياء الألماني البنية الجزئية للبنزين من خلال تخيله لافعى تبتلع ذيلها والرياضي الفرنسي بونكير حل المسائل الرياضية في لحظات صور أحلام يقظة ممتعة كما ان ليوناردو دافنشي تخيل الآلة البخارية وطائرة الهيلكوبيتر قبل قرون من اختراعها.[1]